# Roger W. Banks
Roger W. Banks (* vor 1950) ist/war ein US-amerikanischer Filmtechniker und Erfinder, der 1974 und 1976 jeweils mit einem Oscar in der Kategorie „Wissenschaft und Entwicklung“ (Academy Scientific & Engineering Award) ausgezeichnet wurde.
Banks wurde 1974 gemeinsam mit Harold A. Scheib und Clifford H. Ellis von der Oscarkommission ausgezeichnet „für das Konzept und die Konstruktion des optischen Druckers Modell 2101 für optische Effekte in Kinofilmen“ („for the concept and engineering of the Model 2101 optical printer for motion-picture optical effects“). Das Trio arbeitete seinerzeit bei der Research Products Inc, die ebenfalls lobend erwähnt wurde.
Auf der Oscarverleihung 1976 wurde Banks erneut mit dem Oscar in der Kategorie „Wissenschaft und Entwicklung“ bedacht, diesmal gemeinsam mit Lawrence W. Butler „für das Konzept der Anwendung von Elektromotoren mit geringer Trägheit und stufenweise arbeitenden Elektromotoren für Filmtransportsysteme und optische Drucker für die Filmproduktion“ („for the concept of applying low inertia and stepping electric motors to film transport systems and optical printers for motion picture production“).
Über Roger W. Banks’ Ausbildung und darüber, was er vor 1973 und nach 1976 getan hat, ist nichts bekannt.